# Marmaroplegma paragarda
Marmaroplegma paragarda is een vlinder uit de familie van de Eupterotidae. De wetenschappelijke naam van de soort is voor het eerst geldig gepubliceerd door Wallengren.